# フローデ・エスティル

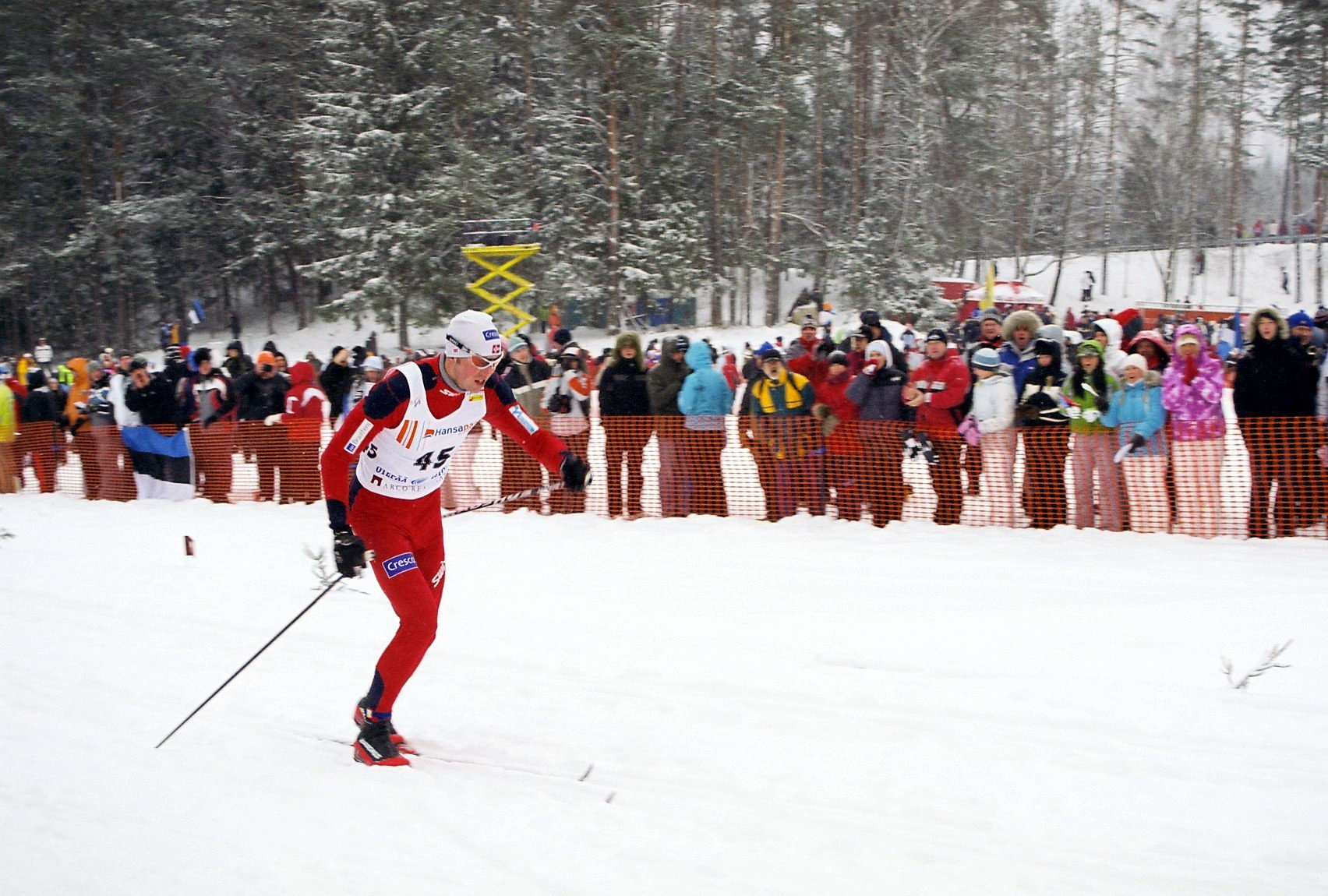
フローデ・エスティル

フローデ・エスティル（Frode Estil 1972年5月31日 - ）はノルウェーのノルディックスキー選手。冬季オリンピックの男子クロスカントリースキー競技で金メダル2個、銀メダル2個を獲得した。

## オリンピック
2002年ソルトレークシティオリンピッククロスカントリースキー男子20km複合では2位争いをしていた同じノルウェーのトーマス・アルスゴールと同時にゴールした。写真判定でも決着がつかず、オリンピックでは異例の同着となり両者は銀メダルを獲得した。しかしのちに1位でゴールしたヨハン・ミューレックのドーピングが発覚。両者は繰り上がりの金メダルとなった。
2006年のトリノオリンピッククロスカントリー男子30kmパシュートではスタート直後に転倒。さらにスキー板を履きなおしたため、2列目スタートから一転、競技場を出る前に最下位（77位）まで順位を落とした。それでも怒涛の追い上げを見せ、前半のクラシカルは14位。しかし後半のフリーではスキー板が破損。再三のアクシデントに見舞われたもののエスティルの追い上げは続き、トップと0.6秒差の2位でゴール。銀メダルを獲得した。エスティルはこの銀メダルを「プラチナメダル」と称していた。